# The Rolling Stones Museum
The Rolling Stones Museum is een museum in Portorož in Slovenië. Het is gewijd aan de Britse rockband The Rolling Stones.

## Achtergrond
De oorsprong van het museum gaat terug naar 1964 toen Slavko Franca (geboren ca. 1950) zijn verzameling begon. Hij richtte het museum op bij zijn huis in Portorož, een kustplaats in het Sloveense deel van Istrië. Franca is fan van de band sinds het eerste uur en reisde naar rond 50 optredens wereldwijd. De Stones gaven meer dan 1700 concerten in 40 verschillende landen, maar zijn nog nooit voor een optreden in Slovenië geweest. Het 50-jarig jubileum in London, sinds het eerste concert daar, werd bij het museum in Portorož gevierd door driehonderd gasten. Er werd een concert gegeven door Chris Jagger, de jongere broer van bandlid Mick.

## Collectie
Het museum herbergt een collectie van rond 1000 stukken, waaronder een plectrum dat de gitarist Keith Richards een keer tijdens een show in België naar hem toewierp. Te zien zijn verder olieverfschilderijen, posters, foto's, platen, bierglazen, T-shirts, fanartikelen, magazines, krantenknipsels, muziekinstrumenten zoals een gitaar met handtekeningen en andere memorabilia.